# Bad Neualbenreuth
Bad Neualbenreuth är en köping (Markt) i Landkreis Tirschenreuth i Regierungsbezirk Oberpfalz i förbundslandet Bayern i Tyskland. Namnet ändrades 13 november 2019 från Neualbenreuth till det nuvarande.